# KNM Balder
KNM Balder (F304) – torpedowiec z okresu II wojny światowej  budowany dla marynarki norweskiej (oficjalnie klasyfikowany jako niszczyciel), należący do typu Sleipner (podtypu Odin). Zdobyty w stanie nieukończonym przez Niemcy, służył podczas wojny w marynarce niemieckiej (Kriegsmarine) pod nazwą Leopard. Używany był głównie do celów eskortowych i pomocniczych na Bałtyku. Po wojnie przeklasyfikowany na fregatę, kontynuował służbę w marynarce norweskiej pod pierwotną nazwą do końca lat 50. 
Wyporność standardowa okrętu wynosiła 632 tony angielskie, a główne uzbrojenie według projektu stanowiły dwie armaty kalibru 102 mm i dwie wyrzutnie torpedowe kalibru 533 mm. Napęd stanowiły turbiny parowe, pozwalające na rozwinięcie prędkości 30 węzłów.

## Historia
KNM „Balder” należał do trzech okrętów drugiej, poprawionej serii jednostek typu Sleipner, określanej jako podtyp Odin, a w części literatury jako odrębny typ Odin. Okręty te były klasyfikowane oryginalnie jako niszczyciele i były najnowszymi okrętami tej klasy marynarki norweskiej w chwili wybuchu wojny, lecz faktycznie odpowiadały wielkością i charakterystykami torpedowcom i tak powszechnie są określane w literaturze. Przyczyną powstania zmodyfikowanego podtypu Odin była chęć poprawy własności morskich i stateczności w stosunku do pierwotnego projektu, na skutek czego zredukowano uzbrojenie z trzech do dwóch dział w celu odciążenia jednostek, a przy tym wydłużono kadłub o 2 metry, co pociągnęło niewielki wzrost wyporności.
Do budowy wszystkich trzech okrętów poprawionego typu przystąpiono w bliżej nieznanej dacie w 1938 roku. „Balder” budowany był w Głównej Stoczni Marynarki w Horten pod numerem 127. Wodowano go jako ostatni okręt typu 11 października 1939 roku. Jak większość okrętów tego typu otrzymał nazwę z mitologii nordyckiej, od boga Baldura. W chwili niemieckiego ataku 9 kwietnia 1940 roku okręt, nie oddany jeszcze do służby, został zdobyty przez Niemców w Horten, a następnie ukończony przez nich w Drammen.

## Skrócony opis

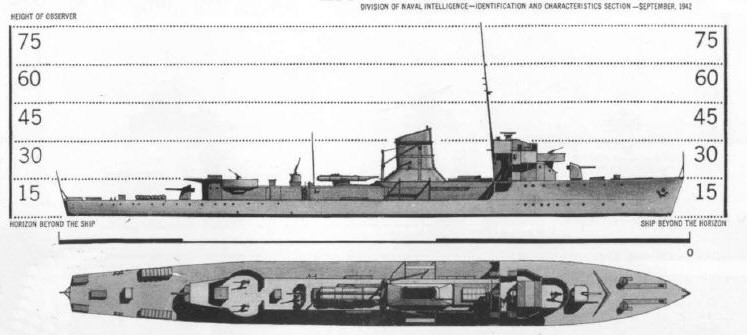
Sylwetka okrętów (z niemieckimi modyfikacjami uzbrojenia)

Okręty tego typu miały typową architekturę i rozmiary dla torpedowców tego okresu, z podniesionym pokładem dziobowym na niecałej 1/3 długości. Uzbrojenie artyleryjskie według projektu stanowiły dwie pojedyncze armaty morskie kalibru 102 mm Boforsa, umieszczone na pokładzie dziobowym i rufowym w stanowiskach z maskami ochronnymi. Uzbrojenie przeciwlotnicze okrętów tego typu obejmowało pojedyncze działko automatyczne 40 mm Boforsa i dwa wielkokalibrowe karabiny maszynowe 12,7 mm Colt. Nie jest jednak znany faktyczny stan uzbrojenia „Baldera” w chwili zdobycia, poza tym, że karabinów maszynowych nie zamontowano. Uzbrojenie torpedowe stanowiła jedna dwururowa wyrzutnia torpedowa kalibru 533 mm na śródokręciu. Uzbrojenie przeciw okrętom podwodnym składało się z czterech zrzutni bomb głębinowych, a według niektórych źródeł, także dwóch miotaczy bomb głębinowych. Następnie uzbrojenie ulegało zmianom w sposób opisany poniżej.
Wyporność standardowa okrętów podtypu Odin wynosiła 632 ts (tony angielskie) lub 642 tony metryczne, natomiast pełna 735 ts. Długość między pionami okrętów drugiej serii wynosiła 74 m, a długość całkowita 76,3 m. Szerokość kadłuba sięgała 7,8 m, a średnie zanurzenie 3 m.
Napęd stanowiły dwa zespoły turbin parowych De Laval z przekładniami o mocy łącznej 12 500 KM, poruszające dwie śruby. Parę dla turbin dostarczały trzy kotły parowe typu Yarrow, o wysokim ciśnieniu 32 atmosfer. Prędkość projektowa wynosiła 30 węzłów. Zasięg pływania wynosił 3500 Mm przy prędkości 15 węzłów.

## Służba

### W służbie niemieckiej
Okręt został wcielony 26 lipca 1940 roku do niemieckiej służby jako „Leopard” (pol. lampart). Wraz z trzema innymi zagarniętymi okrętami tego typu utworzył 7. Flotyllę Torpedowców i był używany do grudnia 1940 roku do zadań eskortowych w Skagerraku i Kattegacie. Prawdopodobnie zamontowano na nim działko przeciwlotnicze 20 mm na nadbudówce na rufie. Według źródeł niemieckich, uzbrojenie stanowiły dwa oryginalne działa 10 cm, dwa działka plot. 20 mm i podwójna wyrzutnia torped. Okręty przystosowano także do stawiania 24 min. 1 stycznia 1942 roku torpedowce tego typu wycofano do zadań pomocniczych, jako poławiacze torped ćwiczebnych 27. Flotylli Okrętów Podwodnych w Gdyni. 
W latach 1941–1942 zmodyfikowano uzbrojenie okrętów, usuwając dziobowe działo nr 1 i podwójną wyrzutnię torped oraz dodając dwa pojedyncze działka przeciwlotnicze 20 mm na pokładzie dziobowym i na platformie przed mostkiem, przez co ich liczba wzrosła do trzech. Według jednak źródeł niemieckich, od początku 1941 roku uzbrojenie zmieniono na jedno niemieckie działo Tk 105 mm o długości L/45, jedno działko plot. 37 mm i dwa działka plot. 20 mm, bez wyrzutni torped i min. Załoga w niemieckiej służbie wynosiła 86–88 osób. 
Okręty tego typu służyły na Bałtyku do maja 1945 roku, uczestnicząc pod koniec wojny w ewakuacji niemieckiej ludności na zachód. W chwili zakończenia wojny w maju 1945 roku „Leopard” znajdował się w Brunsbüttel, po czym w tym miesiącu został zwrócony Norwegii.

### W służbie norweskiej powojennej
19 września 1946 roku „Balder” otrzymał znak taktyczny L05. W 1951 roku razem z pozostałymi czterema okrętami tego typu został przeklasyfikowany na fregatę, otrzymując NATO-wski znak taktyczny F304. W 1952 roku został zmodernizowany do nowej roli i przezbrojony w trzy armaty kalibru 76 mm, 2 działka plot. 40 mm, 2 karabiny maszynowe 12,7 mm i 4 miotacze bomb głębinowych, bez uzbrojenia torpedowego. Artyleria główna była uniwersalna. Załoga okrętów uległa zwiększeniu do 104 osób. Okręty nie były już jednak intensywnie używane z uwagi na zużycie mechanizmów. „Balder” został w 1959 roku wycofany ze służby jako okręt bojowy i przebudowany na okręt doświadczalny do prób nowego norweskiego systemu rakietowych bomb głębinowych Terne, którego wyrzutnię zamontowano na nadbudówce rufowej. Wycofano go ze służby w 1962 roku. Został następnie w tym roku złomowany w Stavangerze, jako ostatni okręt typu.